# هنري سيمون
هنري سيمون (بالفرنسية: Henry Simon) هو سياسي فرنسي، ولد في 20 مايو 1874 في فرنسا، وتوفي في 2 ديسمبر 1926 في باريس في فرنسا. حزبياً، نشط في الحزب الراديكالي. وقد انتخب Minister of the Colonies ‏ وانتخب عضو المجلس العام ‏ تارن وانتخب نائب فرنسي.